# 莫爾多瓦薩蘭斯克足球俱樂部
莫爾多瓦薩蘭斯克足球會（俄语：ФК Мордовия Саранск）是俄羅斯的一家職業足球俱樂部。主場位於莫爾多瓦共和國的薩蘭斯克。球隊曾參加俄羅斯全國足球聯賽的賽事。
2019-20賽季，球隊於俄羅斯全國足球聯賽降班，但其後並沒有參與2020-21賽季的俄羅斯職業足球聯賽。

## 外部連結
- Official website （页面存档备份，存于） （俄文）
- Fans website （页面存档备份，存于）